# Acanthoprimnoa
Acanthoprimnoa is een geslacht van neteldieren uit de klasse van de Anthozoa (bloemdieren).

## Soorten
- Acanthoprimnoa cristata (Kükenthal & Gorzawsky, 1908)
- Acanthoprimnoa goesi (Aurivillius, 1931)
- Acanthoprimnoa pectinata Cairns & Bayer, 2004
- Acanthoprimnoa serta (Kükenthal & Gorzawsky, 1908)
- Acanthoprimnoa squamosa Kükenthal & Gorzawsky, 1908